# Halte 75

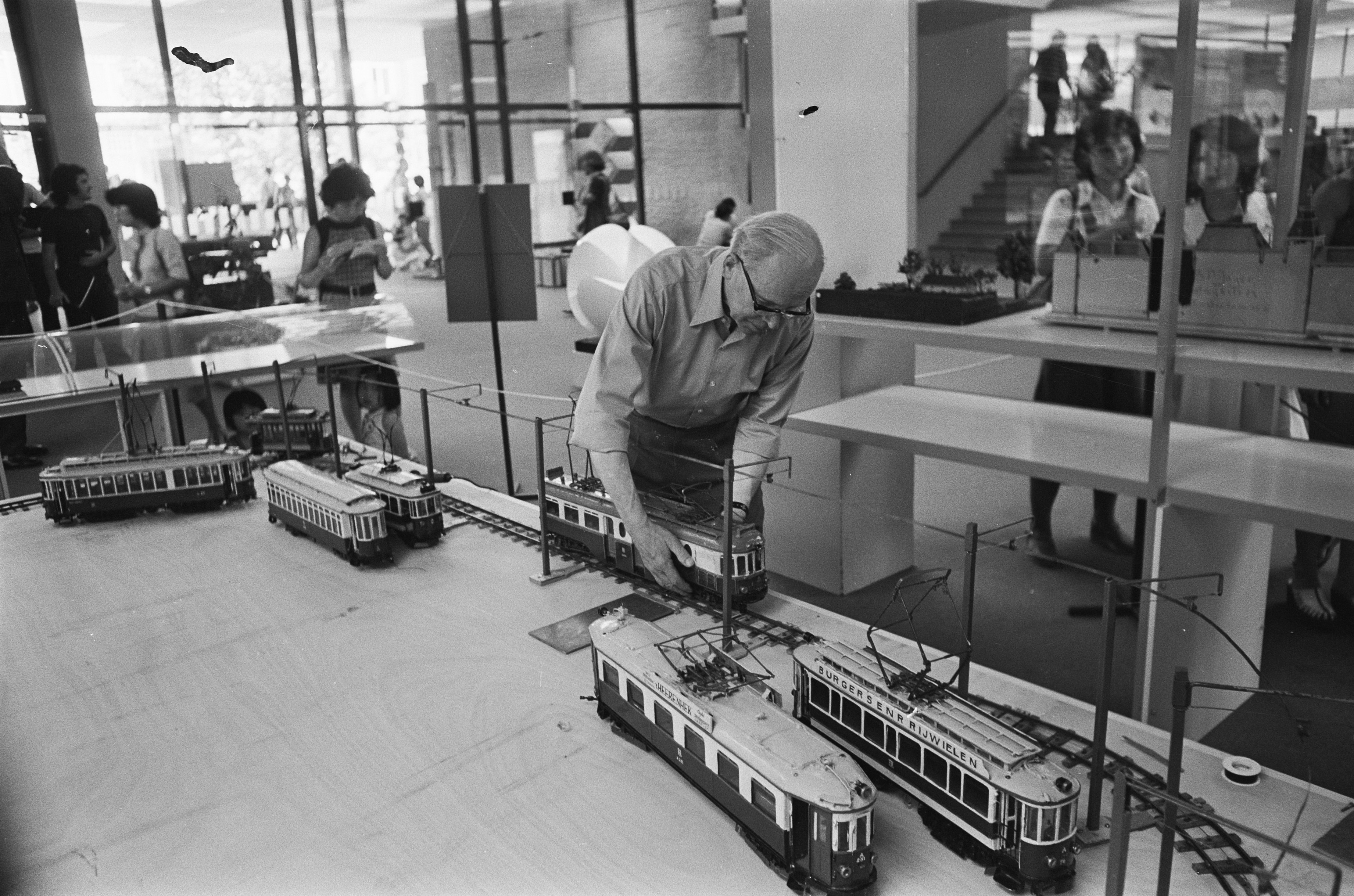
trammodellen expositie

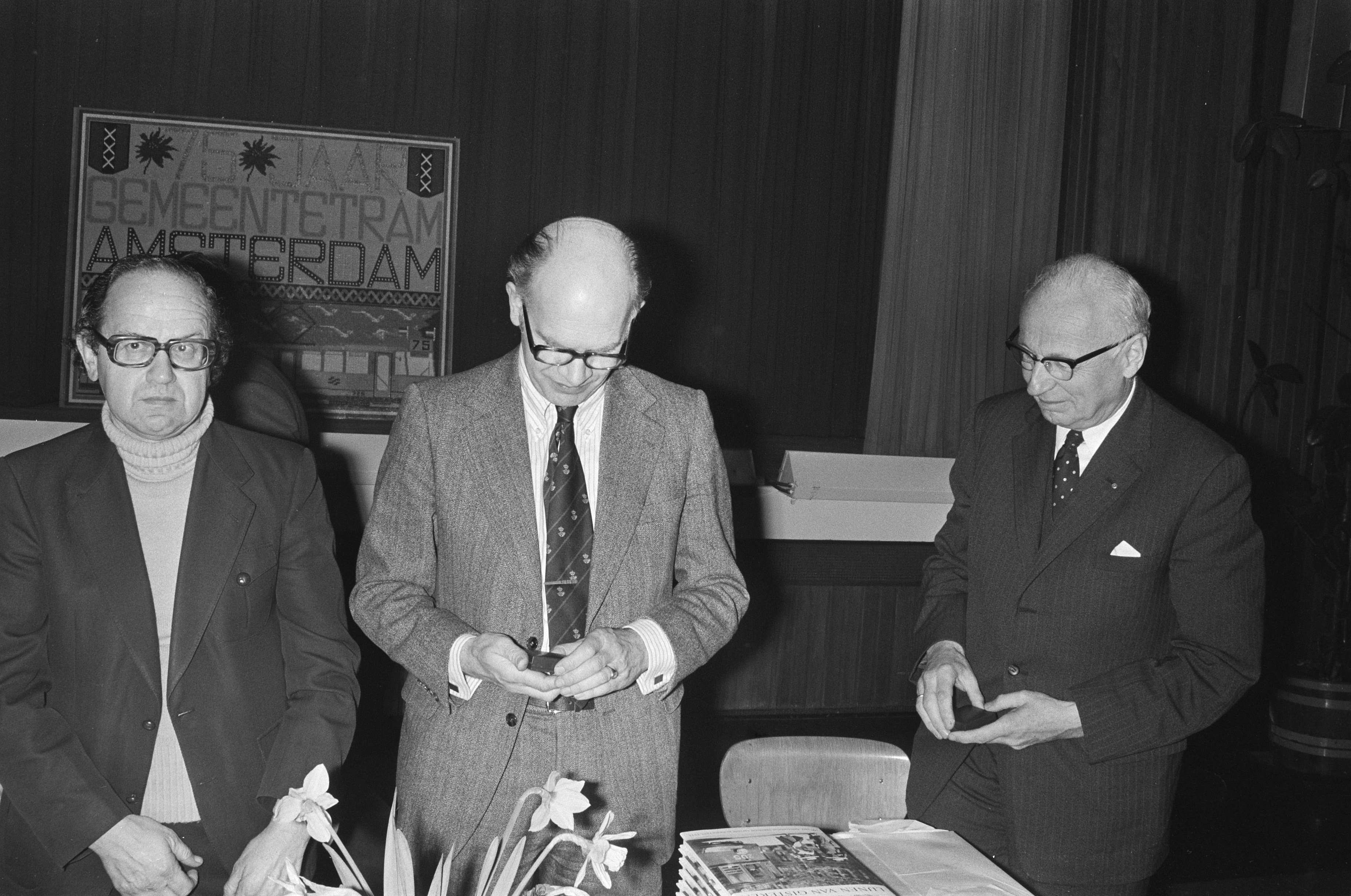
Presentatie boek Lijnen van gisteren

Halte 75 was een expositie over het GVB Amsterdam dat 75 jaar bestond in 1975.
De expositie werd op 14 augustus 1975 geopend, 75 jaar na de dag dat in 1900 de eerste elektrische tram in Amsterdam in gebruik werd genomen. De expositie werd gehouden in een van de vleugels van het Van Gogh Museum. Op de expositie waren allerlei zaken te zien die te maken hadden met tram, bus, pont en de toekomstige metro. Zo waren er fototentoonstellingen, OV-attributen maar ook bijvoorbeeld een modelbaan. Verder werden er films vertoond en werden er lezingen gehouden. Ook kwam er een gedenkboek met de titel Lijnen van gisteren uit. 
Voor het museum was Union motorwagen 144, geleend uit het spoorwegmuseum, geplaatst. Aan de zijkant van het museum was de kop van de afgevoerde drieassige motorwagen 937, voorzien van het oude wagennummer 537, als blikvanger geplaatst. Verder stonden voor het museum een groot aantal haltepalen.
Voor bezoekers van het Van Gogh Museum was de expositie gratis. Dit gold eveneens voor bezitters van een GVB-abonnement die hiermee tevens gratis toegang tot het Van Gogh Museum hadden.